# 都頭王
都頭王（ととうおう、朝鮮語: 도두왕、生没年不詳）は、初期高句麗に投降してきた曷思国の王族。

## 人物
『三国史記』によると、22年2月、大武神王が率いる高句麗軍は扶余を攻撃し、扶余の帯素王を殺害した。帯素王の従弟は一万人を率いて高句麗に降伏し絡氏の名を与えられてその支配に服する。一方、帯素王の末弟は数百人を率いて鴨緑谷に脱出し、その地域の民を慰撫して、曷思国を建国、曷思王として即位した。68年、曷思王の孫の都頭王は国ごと高句麗に降伏して、都頭王は高句麗に仕え、于台の官を授けられた。
高句麗王大武神王の王妃である次妃は都頭王の娘である。また高句麗王瑠璃明王の息子である再思の妻の扶余人の扶余太后も都頭王の娘の可能性がある。

## 家族
- 祖父：曷思王
- 娘：次妃
- 孫：好童